# ГЕС Baluchaung III
ГЕС Baluchaung III — гідроелектростанція на сході М'янми. Знаходячись після ГЕС Baluchaung II, становить нижній стіпінь каскаду на річці Baluchaung, правій притоці Нам-Паун, яка в свою чергу є правою притокою однієї з найбільших річок Південно-Східної Азії Салуїну (басейн Андаманського моря).
Відпрацьована на станції верхнього рівня вода потрапляє у прокладений по правобережжю дериваційний тунель довжиною 4,3 км з діаметром 4,9 метра. Сюди ж надходить додатковий ресурс із облаштованого на Baluchaung невисокого водозабору. Тунель завершується у відкритому балансувальному басейні, створеному на висотах правобережжя Нам-Паун невдовзі після впадіння Baluchaung. 
Основне обладнання станцції складається з двох турбін типу Френсіс потужністю по 26 МВт, які використовують напір у 121 метр та забезпечують виробництво 334 млн кВт-год електроенергії на рік.
Видача продукції відбувається по ЛЕП, розрахованій на роботу під напругою 132 кВ.